# Gunnarsten
Gunnarsten är öar i Åland (Finland). De ligger i Skärgårdshavet och i kommunen Brändö i landskapet Åland, i den sydvästra delen av landet. Öarna ligger omkring 60 kilometer öster om Mariehamn och omkring 220 kilometer väster om Helsingfors.

## Ingående öar
- Söderlandet, ö i Brändö, Åland, 60°13′15″N 21°00′24″Ö / 60.2209°N 21.0067°Ö (48 ha)
- Norrlandet, ö i Brändö, Åland, 60°13′47″N 21°00′41″Ö / 60.2298°N 21.0115°Ö (29 ha)
- Hamnklobbarna, skär i Brändö, Åland, 60°13′29″N 21°01′45″Ö / 60.2248°N 21.0293°Ö (3 ha)
- Surklobb, skär i Brändö, Åland, 60°13′13″N 21°01′15″Ö / 60.2204°N 21.0208°Ö (2 ha)
- Grisselklobben, skär i Brändö, Åland, 60°13′41″N 20°59′29″Ö / 60.228°N 20.9913°Ö (2 ha)
- Öjnskär, skär i Brändö, Åland, 60°12′46″N 20°59′41″Ö / 60.2128°N 20.9947°Ö (2 ha)
- Alskär, ö i Brändö, Åland, 60°12′50″N 20°58′41″Ö / 60.214°N 20.978°Ö (9 ha)